# كاي كولكر
كاي كولكر هي جزيرة جيرية، مرجانية صغيرة تقع قبالة ساحل بليز في البحر الكاريبي على بعد حوالي 5 أميال (8 كم) (من الشمال إلى الجنوب) وعلى بعد أقل من ميل واحد (1.6 كم) (من الشرق إلى الغرب). تشتهر المدينة على الجزيرة باسم قرية كاي كولكر. يبلغ عدد سكان كاي كولكر ما يقرب من 2000 نسمة اليوم وما زالوا في تزايد.
تقع كاي كولكر على بعد حوالي 20 ميلاً (32 كم) شمال شرق مدينة بليز، ويمكن الوصول إليها بواسطة سيارة أجرة مائية عالية السرعة أو طائرة صغيرة. المدرج مغلق حالياً للتجديد. في السنوات الأخيرة، أصبحت الجزيرة وجهة شعبية لحازمي حقائب الظهر والسياح الآخرين. يوجد أكثر من 50 فندق وعدد من المطاعم والمحلات التجارية.

## وصلات خارجية
- الموقع الرسمي
- Official Caye Caulker Website
- Caye Caulker Travel Guide
- Caye Caulker Travel Information نسخة محفوظة 14 يونيو 2018 على موقع واي باك مشين. - Belize Travel Magazine